# レニングラード州の行政区画
レニングラード州の行政区画（レニングラードしゅうのぎょうせいくかく）では、ロシア連邦、レニングラード州の行政区画について記述する。
レニングラード州は17の地区（ラヨン）、31の町、32の都市型集落、205の農村 (volost) からなる。

## 行政区画
- 町 (州の管轄下)

レニングラード州の行政区画: 1. ボクシトゴルスク地区 2. ヴォロソヴォ地区 3. ヴォルホフ地区 4. フセヴォロジスク地区 5. ヴィボルグ地区 6. ガッチナ地区 7. キンギセップ区 8. キリシ地区 9. キロフスク地区 10. ロジェイノエ・ポーレ地区 11. ロモノソフ地区 12. ルーガ地区 13. ポドポロジエ地区 14. プリオゼルスク地区 15. スランツィ地区 16. チフヴィン地区 17. トスノ地区

  - ソスノヴイ・ボール (Сосновый Бор)
- 地区(ラヨン) 
  - ボクシトゴルスク地区 (Бокситогорский)
    - 町 (地区の管轄下)
      - ボクシトゴルスク (Бокситогорск)
      - ピカリョヴォ (Пикалёво)

    - 都市型集落 (地区の管轄下)
      - エフィモフスキー (Ефимовский)

    - その他、地区の管轄下に14の村 (volosts)

  - ガッチナ地区 (Гатчинский)
    - 町 (地区の管轄下)
      - ガッチナ (Гатчина)
      - コムナル (Коммунар)

    - 都市型集落 (地区の管轄下)
      - ドゥルージュナヤ・ゴルカ (Дружная Горка)
      - シヴェルスキー (Сиверский)
      - タイツィ (Тайцы)
      - ヴィリツァ (Вырица)

    - その他、地区の管轄下に17の村 (volosts)

  - キンギセップ地区 (Кингисеппский)
    - 町 (地区の管轄下)
      - イヴァンゴロド (Ивангород)
      - キンギセップ (Кингисепп)

    - その他、地区の管轄下に9つの村 (volosts)

  - キリシ地区 (Киришский)
    - 町 (地区の管轄下)
      - キリシ (Кириши)

    - 都市型集落 (地区の管轄下)
      - ブドゴシ (Будогощь)

    - その他、地区の管轄下に6つの村 (volosts)

  - キロフスク地区 (Кировский)
    - 町 (地区の管轄下)
      - キロフスク (Кировск)
      - オトラドノエ (Отрадное)
      - シュリッセリブルク (Шлиссельбург)

    - 都市型集落 (地区の管轄下)
      - ムガ (Мга)
      - ナジヤ (Назия)
      - パヴロヴォ (Павлово)
      - プリラドシュスキー (Приладожский)
      - シニャヴィノ (Синявино)

    - その他、地区の管轄下に5つの村 (volosts)

  - ロジェイノポーレ地区 (Лодейнопольский)
    - 町 (地区の管轄下)
      - ロジェイノエ・ポーレ (Лодейное Поле)

    - 都市型集落 (地区の管轄下)
      - スヴィリストロイ (Свирьстрой)

    - その他、地区の管轄下に8つの村 (volosts)

  - ロモノソフ地区（ロシア語版） (Ломоносовский)
    - 都市型集落 (地区の管轄下)
      - ボリシャヤ・イジョラ (Большая Ижора)
      - レビャジエ（ロシア語版）　(Лебяжье)

    - その他、地区の管轄下に13の村 (volosts)

  - ルーガ地区 (Лужский)
    - 町 (地区の管轄下)
      - ルーガ (Луга)

    - 都市型集落 (地区の管轄下)
      - トルマチョヴォ (Толмачёво)

    - その他、地区の管轄下に19の村 (volosts)

  - ポドポロジエ地区 (Подпорожский)
    - 町 (地区の管轄下)
      - ポドポロジエ (Подпорожье)

    - 都市型集落 (地区の管轄下)
      - ニコリスキー (Никольский)
      - ヴァジニ (Важины)
      - ヴォズネセニエ (Вознесенье)

    - その他、地区の管轄下に7つの村 (volosts)

  - プリオゼルスク地区 (Приозерский)
    - 町 (地区の管轄下)
      - プリオゼルスク (Приозерск)

    - 都市型集落 (地区の管轄下)
      - クスネチノエ (Кузнечное)

    - その他、地区の管轄下に12の村 (volosts)

  - スランツィ地区 (Сланцевский)
    - 町 (地区の管轄下)
      - スランツィ (Сланцы)

    - その他、地区の管轄下に7つの村 (volosts)

  - チフヴィン地区 (Тихвинский)
    - 町 (地区の管轄下)
      - チフヴィン (Тихвин)

    - その他、地区の管轄下に13の村 (volosts)

  - トスノ地区 (Тосненский)
    - 町 (地区の管轄下)
      - リュバニ (Любань)
      - ニコリスコエ (Никольское)
      - トスノ (Тосно)

    - 都市型集落 (地区の管轄下)
      - フォルノソヴォ (Форносово)
      - クラースニ・ボル (Красный Бор)
      - リャボヴォ (Рябово)
      - ウリヤノフカ (Ульяновка)

    - その他、地区の管轄下に12の村 (volosts)

  - ヴォルホフ地区 (Волховский)
    - 町 (地区の管轄下)
      - ノヴァヤ・ラドガ (Новая Ладога)
      - シャシストロイ (Сясьстрой)
      - ヴォルホフ (Волхов)

    - その他、地区の管轄下に15の村 (volosts)

  - ヴォロソヴォ地区 (Волосовский)
    - 町 (地区の管轄下)
      - ヴォロソヴォ (Волосово)

    - その他、地区の管轄下に14の村 (volosts)

  - フセヴォロジスク地区 (Всеволожский)
    - 町 (地区の管轄下)
      - フセヴォロジスク (Всеволожск)
      - セルトロヴォ (Сертолово)

    - 都市型集落 (地区の管轄下)
      - ドゥブロフカ (Дубровка)
      - イメニ・モロゾヴァ (Имени Морозова)
      - イメニ・スヴェルドロヴァ (Имени Свердлова)
      - クジモロフスキー (Кузьмоловский)
      - ラヒヤ (Рахья)
      - トクソヴォ (Токсово)

    - その他、地区の管轄下に12の村 (volosts)

  - ヴィボルグ地区 (Выборгский)
    - 町 (地区の管轄下)
      - カメンノゴルスク (Каменногорск)
      - プリモルスク (Приморск)
      - スヴェトゴルスク (Светогорск)
      - ヴィボルグ (Выборг)
      - ヴィソツク (Высоцк)

    - 都市型集落 (地区の管轄下)
      - レソゴルスキー (Лесогорский)
      - ロシノ (Рощино)
      - ソヴェツキー (Советский)

    - その他、地区の管轄下に22の村 (volosts)